# Gemini (musikalbum)
Gemini är ett musikalbum med den svenska popduon Gemini som gavs ut 1985. Albumet gavs ut som CD-skiva 1988 och internationellt 2004.

## Utmärkande låtar
Albumet innehåller låtar skrivna av Benny Andersson och Björn Ulvaeus, före detta medlemmar i Abba, samt Anders Glenmark och Ingela Forsman.
Två albumspår var av särskilt stort intresse för Abba-fans: Slowly, skriven av Andersson och Ulvaeus, och som dessförinnan också var inspelad av Abba-medlemmen Anni-Frid Lyngstad och utgiven på hennes soloalbum Shine 1984 samt den outgivna Abba-låten Just Like That, vilken är en av Abba:s sista inspelade låtar.
Låten When I Close My Eyes spelades in under sessionen för Gemini, men togs inte med på det slutgiltiga albumet. Delar av melodin kom att hamna i Andersson och Ulvaeus musikal Chess (skriven tillsammans med Tim Rice) som hade premiär i London 1986. Geminis version fick ett nytt Playbackspår.

## Låtlista

### A-sidan
1. Slowly (Benny Andersson/Björn Ulvaeus) – 4:26
2. Too Much Love is Wasted (Benny Andersson/Björn Ulvaeus) – 3:28
3. Slow Emotion (Benny Andersson/Björn Ulvaeus) – 4:12
4. Just Like That (Benny Andersson/Björn Ulvaeus) – 3:45
5. Falling (Anders Glenmark/Ingela Forsman) – 4:18

### B-sidan
1. Have Mercy (Benny Andersson/Björn Ulvaeus) – 4:20
2. Live on the Love (Anders Glenmark/Björn Ulvaeus) – 4:17
3. In the Middle of Nowhere (Anders Glenmark/Ingela Forsman) – 4:35
4. Another You, Another Me (Benny Andersson/Björn Ulvaeus) – 4:10

### Associerade inspelningar
- Copy Love (Benny Andersson/Björn Ulvaeus) - 4:02
- Slow Emotion (Förlängd version) (Benny Andersson/Björn Ulvaeus) - 5:14
- When I Close My Eyes (Benny Andersson/Björn Ulvaeus) - 3:44